# Амцел
Амцел (њем. Amtzell) општина је у њемачкој савезној држави Баден-Виртемберг. Једно је од 39 општинских средишта округа Равенсбург. Према процјени из 2010. у општини је живјело 3.749 становника. Посједује регионалну шифру (AGS) 8436006.

## Географија
Амцел се налази у савезној држави Баден-Виртемберг у округу Равенсбург. Општина се налази на надморској висини од 556 метара. Површина општине износи 30,6 km². У самом мјесту је, према процјени из 2010. године, живјело 3.749 становника. Просјечна густина становништва износи 123 становника/km².

## Међународна сарадња
| Мјесто | Држава    | Врста сарадње | Од    |
| ------ | --------- | ------------- | ----- |
| Таопу  | Кина      | пријатељство  | 1994. |
|        | Француска | партнерство   | 1971. |
| Тика   | Кенија    | пријатељство  | 1976. |
| Камерн | Аустрија  | пријатељство  | 1976. |
| Извор  |           |               |       |